# Łęg (Nędza)
Łęg (deutsch Leng) ist ein Dorf in der Landgemeinde Nendza im Powiat Raciborski der polnischen Woiwodschaft Schlesien an der Oder.

## Geschichte
Zum ersten Mal wurde Łęg im Jahr 1370 erwähnt. Im Dorf gibt es heute noch ein paar Häuser aus dem 19. Jahrhundert und 3 Wegkapellen (eine aus dem Jahr 1909). In Łęg gibt es einen Friedhof, neben dem sich eine Holzkirche befand, die jedoch 1992 durch einen Brand zerstört wurde. Zum Friedhof führt ein Holztor aus 1870. Auf dem Friedhof befindet sich auch eine Pieta-Statue aus dem Jahr 1870.